# 與論機場
與論機場（日语：／ Yoron kūkō */?）是位於鹿兒島縣大島郡與論町（與論島）。根據日本空港整備法被分成第三種機場。

## 概要
- 機場位於該島西部，附近有一個港口。

## 歷史
- 1976年5月1日：機場啟用，被日本空港整備法分成第三種機場。
- 2005年5月12日：因為機場跑道地面強化，可供Bombardier Dash 8-Q400升降。

## 航空公司與航點
| 航空公司           | 目的地                 |
| ------------------ | ---------------------- |
| 日本空中通勤（JC） | 沖永良部、奄美、鹿兒島 |
| 琉球空中通勤       | 沖繩                   |

## 如何前往
- 於茶花（島中心）乘車約5分鐘

## 外部連結
- 與論機場介紹 （页面存档备份，存于）（日語）
- JAL機場訊息-與論機場 （页面存档备份，存于）（日語）